# José Moreira Bastos Neto
José Moreira Bastos Neto (ur. 25 stycznia 1953 w Simonésia, zm. 26 kwietnia 2014 w Três Lagoas) – brazylijski duchowny katolicki, biskup Três Lagoas w latach 2009-2014.

## Życiorys
Święcenia kapłańskie przyjął 28 października 1979 i uzyskał inkardynację do diecezji Caratinga. Przez wiele lat pracował jako duszpasterz parafialny, był także m.in. rektorem diecezjalnego seminarium oraz koordynatorem duszpasterstwa w diecezji.
7 stycznia 2009 papież Benedykt XVI mianował go biskupem diecezji Três Lagoas. Sakry biskupiej udzielił mu 19 kwietnia 2009 ówczesny biskup Caratinga, bp Hélio Gonçalves Heleno.
Zmarł w szpitalu w Três Lagoas 26 kwietnia 2014.